# Kunów (województwo lubelskie)
Kunów – wieś w Polsce położona w województwie lubelskim, w powiecie lubartowskim, w gminie Firlej. Wieś położona jest nad zachodnim brzegiem jeziora Kunów.
| SIMC    | Nazwa    | Rodzaj    |
| ------- | -------- | --------- |
| 1020068 | Gać      | część wsi |
| 1020157 | Podlasie | część wsi |

Wieś szlachecka położona była w drugiej połowie XVI wieku w powiecie lubelskim województwa lubelskiego. W latach 1975–1998 miejscowość administracyjnie należała do ówczesnego województwa lubelskiego.
Wieś stanowi sołectwo gminy Firlej.
Wierni Kościoła rzymskokatolickiego należą do parafii Przemienienia Pańskiego w Firleju.